# Daniel Honzig
Daniel Honzig (* 13. prosince 1992, Jablonec nad Nisou) je český akrobatický lyžař, závodící v jízdě v boulích. Je mistrem ČR v této disciplíně.
Je členem Dukly Liberec a TJ Bižuterie Jablonec. Již několik let spolupracuje s organizací Cesta za snem, která pomáhá handicapovaným lidem.

## Začátky lyžovaní
Hned od prvopočátků se věnoval jízdě v boulích. Svoje první závody v Českém poháru absolvoval ve svých deseti letech. O tři roky později (ve 13 letech) přešel pod vedení Tomáše Sudy, který je jeden z průkopníků akrobatického lyžování v ČR a otec akrobatických lyžařek Nikoly a Šárky Sudových. V tu chvílí přišlo rapidní zlepšení a už v šestnácti letech absolvoval první účast na mezinárodních závodech.

## Největší úspěchy
- Český pohár (Junioři) – 1. místo (2010 a 2011)
- Mistrovství ČR (Junioři) – 1. místo (2010 a 2011)
- Celkový seriál ČR (Muži) – 1. místo (2012)
- Mistrovství ČR (Muži) – 2. místo (2012)
- Evropský pohár, Megève (Francie) – 11. místo (2014)
- Evropský pohár, Krispl (Rakousko) – 17. místo (2015)
- Europe freestyle opening, Kaprun (Rakousko) – 3. místo (2014/2015)
- Mistrovství světa, Kreischberg (Rakousko) – 33. místo (2015)
- Světová univerziáda, Sierra Nevada (USA) – 10. místo (2015)
- Mistrovství ČR (Muži) - 1. místo (2015)[1]
- Světový pohár, Ruka (Finsko) – 44. místo (2015/16)